# HD 202103
HD 202103，又名CP-5310015，SAO 246929、HR 8114，是一颗恒星，视星等为5.75，位于銀經344.11，銀緯-42.76，其B1900.0坐标为赤經21h 8m 37.4s，赤緯-53° -42.76′ 37″。